# 群馬大学共同教育学部附属小学校
群馬大学共同教育学部附属小学校（ぐんまだいがくきょうどうきょういくがくぶふぞくしょうがっこう）は、群馬県前橋市に所在し、群馬大学共同教育学部に附属する国立小学校。

## 沿革
- 1949年（昭和24年）4月1日　群馬大学学芸学部附属小学校として開校。

（当時は前身の群馬県女子師範学校の跡地を使用し、群馬大学学芸学部に近接して開校されたが、1970年（昭和45年）に群馬大学教育学部が荒牧地区に移転し、附属中学校も上沖地区に移転されたため、附属特別支援学校とともに大学とは離れた場所に位置している）
- 1966年（昭和41年）4月1日　群馬大学教育学部附属小学校に改称
- 2004年（平成16年）4月1日　国立大学法人群馬大学に移管
- 2020年（令和2年） 4月1日　群馬大学共同教育学部附属小学校に改称

## 教育目標
「自分をみがく子」
～豊かな人間性・学力・創造性～
- 「強く」
- 「正しく」
- 「かしこく」

## 特色
主として群馬大学教育学部と連携した、優れた教員を養成するための教育実習校として、全国的な視野に立った教育研究の実証校(公開研究会)の実施、幼稚園・小学校・中学校の連携による一貫教育の推進、幼稚園・小学校・中学校・養護学校間の交流教育の実施を目的に設置された、群馬県内一の教育研究機関としての小学校。そのため、児童だけでなく、教員の養成をも目的とした教育がなされており、県内では珍しい、制服の導入、学年のクラスが一体となった教室、 独自の教育課程、インターネットにおける教育現場の公開、入学者選抜、小中一貫教育などを行っている。他の公立学校と授業進度・内容を変えて、研究のデータとして利用している。
また、教員も公立学校と違い、8年を超えて勤務することができ、国立に分類されるが、校風としては私立小学校に近いものがある。
他にも小学校では珍しく、チャイムを鳴らす習慣を無くしている。そうすることによって、自ら時計を見て時間を意識できるようになる。

## 入学者選抜
毎年、定員を大幅に超える入学志願者が殺到するため、入学試験を実施し、入学者を選抜している。そのため、毎年入学者の数に変動はなく、1クラス34人が3クラス、1学年102名を新入生として受け入れる。（2009年（平成21年）度以前入学学年は38人Ｘ4クラス＝152人）
基本的に編入制度はなく、一度入学したらそのまま卒業まで在学でき、卒業生はそのまま群馬大学共同教育学部附属中学校へ入学するという小中一貫教育をおこなっている。以前は、前橋市内に在住する児童のみ通学の対象だったが、2020年から群馬県内に在住の児童も、通学が可能になった。

## 著名な出身者
- 豊田有恒 - SF作家、推理作家、翻訳家、脚本家、評論家
- 井上亨 - 青年座文芸部･青年座研究所職員
- 阿部由美子 - 元アイドル、芸能事務所社長

## 系列校
国立大学法人群馬大学
- 群馬大学
- 群馬大学共同教育学部附属中学校
- 群馬大学共同教育学部附属幼稚園
- 群馬大学共同教育学部附属特別支援学校